# Torteval-Quesnay
Torteval-Quesnay är en kommun i departementet Calvados i regionen Normandie i norra Frankrike. Kommunen ligger i kantonen Caumont-l'Éventé som ligger i arrondissementet Bayeux. År 2018 hade Torteval-Quesnay 313 invånare.

## Befolkningsutveckling
Antalet invånare i kommunen Torteval-Quesnay
Referens:INSEE